# Леончик, Александр Александрович
Александр Александрович Леончик (бел. Аляксандр Лявончык Аляксандравіч; род. 29 октября 1998 года, Беларусь) — белорусский борец классического стиля. Трехкратный чемпион Республики Беларусь. Вице-чемпион мира среди борцов до 23 лет. Мастер спорта международного класса по греко-римской борьбе.

## Биография
Александр является воспитанником минской школы греко-римской борьбы, в Минском училище олимпийского резерва он тренировался под руководством Михаила Леонидовича Упеньека.

## Спортивная карьера
Леончик победитель первенства Европы среди юниоров 2018 (Италия), в весе до 67 кг, так бронзовый призёром первенства Европы до 23 лет в Сербии 2019 года и финалист первенства мира до 23 лет 2019 года в Венгрии. В 2020 году финишировал пятым на чемпионате Европы в Италии. Александр трижды побеждал на взрослом чемпионате Белоруссии (2021, 2022, 2023)

## Спортивные достижения
- 2021, 2022, 2023 Чемпионат Белоруссии — ;[5]
- 2019, 2024, 2025 Чемпионат Белоруссии — ;[5]
- 2020 Чемпионат Белоруссии — ;[5]
- 2019, 2020 Первенство Белоруссии до 23 лет — ;
- 2019 Первенство Европы до 23 лет — ;
- 2019 Первенство мира до 23 лет — ;[5]
- 2018 Первенство Белоруссии среди юниоров  — ;[5]
- 2018 Первенство Европы среди юниоров  — ;

## Личная жизнь
Леончик студент Белорусского государственного университета физической культуры.